# 埃利斯維爾鎮區 (伊利諾伊州富爾頓縣)
埃利斯維爾鎮區（英語：Ellisville Township）是位於美國伊利諾伊州富爾頓縣的一個行政鎮區。

## 地方資料
根據2010年美國人口普查的數據，埃利斯維爾鎮區的面積為36.00平方千米，當中陸地面積為35.95平方千米，而水域面積為0.05平方千米。當地共有人口148人，而人口密度為每平方千米4.11人。